# Dora Carrington
Pour les articles homonymes, voir Carrington.
Dora Carrington, née le 29 mars 1893 à Hereford, dans le comté du Herefordshire, et morte le 11 mars 1932 à Newbury (Berkshire), est une artiste peintre et décoratrice britannique.

## Biographie

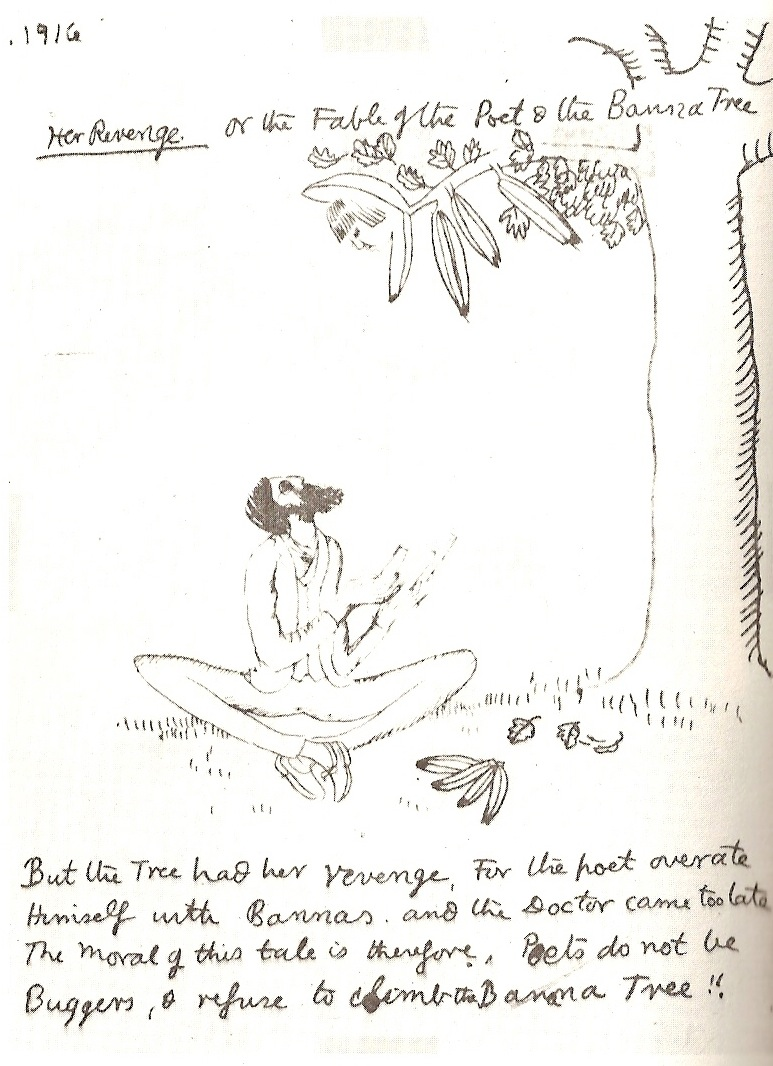
Dora Carrington : Lytton Strachey.

Dora Carrington est la quatrième de cinq enfants. Elle fréquente un lycée de jeunes filles qui valorise l'art, et ses parents l'inscrivent à des cours particuliers de dessin. Elle gagne une bourse pour la Slade School of Fine Art à Londres, où elle rencontre John Nash et Mark Gertler. Elle noue une liaison avec ce dernier.
Elle n'emploie pas son prénom de Dora, se faisant appeler Carrington.
Elle rencontre l'intellectuel Lytton Strachey, en 1915, à Garsington Manor, chez Ottoline Morrell. Elle s'éprend de lui. Il est homosexuel, mais elle a pour lui un amour platonique indéfectible. En 1917, Carrington et Gertler se séparent et, lorsque Strachey achète une maison avec un moulin à eau à Tidmarsh, Carrington s'installe avec lui.
En 1918, elle rencontre Ralph Partridge, un ami de son jeune frère. Partridge travaille à la Hogarth Press, pour le compte de Leonard Woolf. Il tombe amoureux d'elle et il l'épouse en 1921. Carrington, refusant de quitter Strachey, Partridge et Strachey achètent une maison appelée Ham Spray, à Ham (Wiltshire), où ils vivent tous les trois.

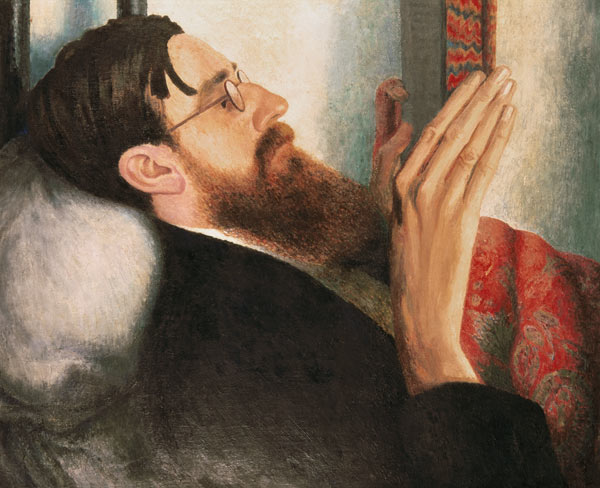
Dora Carrington : Lytton Strachey, 1916.

L'art de Carrington s'étend aux enseignes, au mobilier et au carrelage. Elle couvre de fresques l'intérieur de Ham Spray et réalise des bois gravés pour la Hogarth Press, la maison d'édition de Virginia Woolf.
Elle réalise de nombreux portraits de Strachey, d'amis et de proches du Bloomsbury Group, ainsi que des paysages anglais, des natures mortes ou encore des marines. Son activité de peintre est peu connue de son vivant, car elle ne signait pas ses œuvres et les exposait rarement.
Atteint d'un cancer de l'estomac, Strachey meurt en janvier 1932. 
Inconsolable et dépressive, Carrington se donne la mort à l'aide d'un fusil de chasse deux mois plus tard.
Elle est redécouverte durant les années 1970, avec l'édition de sa correspondance, en particulier avec l'écrivain David Garnett, et le regain d'intérêt que connaît le Bloomsbury Group.

## Au cinéma
- 1995 : Carrington, film britannique écrit et réalisé par Christopher Hampton, d'après la biographie éponyme de Michael Holroyd, suit la vie de Carrington à partir de sa rencontre avec Strachey, jusqu'à leur mort. L'artiste est interprétée par Emma Thompson.
- 2014 : Gemma Bovery, film français réalisé par Anne Fontaine. Dans ce film, le chien de Gemma Bovery, qui rappelle malgré elle le personnage d'Emma Bovary, s'appelle Carrington. Sa maîtresse est elle-même peintre et décoratrice d'intérieur.
- 2024 : Dans le film de Pedro Almodóvar, La Chambre d’à côté, Ingrid (Julianne Moore) écrit un livre au sujet de Dora Carrington et de ses relations avec Lytton Strachey.

### Bibliographie

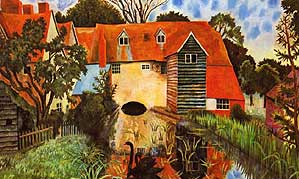
Dora Carrington, Le Moulin de Tidmarsh.